# Sudetoněmecká území
Sudetoněmecká území (německy Sudetendeutsche Gebiete) byla správní jednotka nacistického Německa vytvořená 1. října 1938 na části území Československa označovaném jako Sudety, které bylo anektováno na základě Mnichovské dohody. Po okupaci zbylého českého území 15. března 1939 se větší část Sudetoněmecká území stala Říšskou župou Sudety. 
Správní jednotka byla vytvořena na základě „výnosu vůdce a říšského kancléře o správě sudetoněmeckých území“ (Erlaß des Führers und Reichskanzlers über die Verwaltung der sudetendeutschen Gebiete). Podle „druhého nařízení k výnosu vůdce a říšského kancléře o správě Sudetoněmeckých území“ z 8. října 1938 se správním centrem celého území stal Liberec. V čele správy stál říšský komisař pro sudetoněmecká území, jímž byl jmenován Konrad Henlein. Ten stál jak v čele správy území, tak i v čele zdejší policie. Podle „nařízení k zavedení německého obecního zřízení v Sudetoněmeckých územích“ ze dne 10. listopadu 1938 zde s účinností od 20. listopadu 1938 bylo zavedeno německé obecní zřízení. Na základě zákona „O opětovném sjednocení sudetoněmeckých území s Německou říší“ (Gesetz über die Wiedervereinigung der sudetendeutschen Gebiete mit dem Deutschen Reich) se 21. listopadu 1938 stal tento celek oficiálně integrální součástí Německa. 
Říšská marka byla v Sudetoněmeckých územích zavedena 11. října 1938 , ale teprve 15. listopadu 1938 zde byla ukončena souběžná platnost československé měny. Přes 600 tisíc Čechů, kteří zde zůstali, bylo diskriminováno v zaměstnání i ve školách.
Po vytvoření Protektorátu Čechy a Morava se podle rozhodnutí Hitlera, z 25. března 1939, větší část Sudetoněmeckých území, přeměnila k 15. dubnu 1939 na základě zákona „O rozdělení sudetoněmeckých území“ (Gesetz über die Gliederung der sudetendeutschen Gebiete)  v Sudetskou župu (Gau-Sudetenland), zahrnující oblast od Domažlicka po Moravskou Ostravu s centrem v Liberci (Reichenberg), kde měl sídlo říšský župní správce Konrad Henlein; území se dělilo na 3 vládní obvody: Cheb (Eger), Ústí nad Labem (Aussig) a Opavu (Troppau). Území na jihozápadě Čech bylo připojeno k Bavorsku, stalo se tak součástí župy Bavorská Východní marka (Reichsgau Bayerische Ostmark). V roce 1942 bylo území přejmenováno na říšskou župu Bayreuth (Reichsgau Bayreuth). Hlučínsko bylo znovupřipojeno k Prusku a v jeho rámci začleněno do provincie Slezsko. Zbytek území na jihu byl připojen k bývalému Rakousku (Ostmark) a v jeho rámci rozdělen mezi Zemské hejtmanství Dolní Podunají (bývalé Dolní Rakousy) a Zemské hejtmanství Horní Podunají (bývalé Horní Rakousy). 